# Шабалинів Бір (заказник)
Шабали́нів Бір — ботанічний заказник місцевого значення в Україні. Розташований у межах Коропського району Чернігівської області, на захід від села Шабалинів. 
Площа 313 га. Статус присвоєно згідно з рішенням Чернігівського облвиконкому від 04.12.1978 року № 529; від 27.12.1984 року № 454; від 28.08.1989 року № 164. Перебуває у віданні ДП «Борзнянське лісове господарство» (Коропське л-во, кв. 33, 34). 
Статус присвоєно для збереження лісового масиву з високопродуктивними насадженнями сосни. У домішку — береза, дуб. 